# Вулиця Якова Новицького
Ву́лиця Я́кова Нови́цького — вулиця в центральній частині міста Запоріжжя, розташована у Вознесенівському районі. Розпочинається від вулиці Заводської і закінчується вулицею Перемоги біля Виставкового комплексу «Козак-Палац». Протяжність вулиці становить — 1,5 км.
Перетинає:
- вулицю Незалежної України;
- Соборний проспект;
- вулицю Леоніда Жаботинського;
- вулицю Патріотичну.

## Історія
Первинну назву вулиця отримала у 1959 році на честь минулого  XXI з'їзду КПРС, під цією назвою проіснувала до 1992 року.
10 листопада 1992 року рішенням Запорізької міської ради вулиця XXI Партз'їзду була перейменована на вулицю Якова Новицького на честь запорізького історика-краєзнавця, педагога, вченого–етнографа, фольклориста,  археолога, статистика, члена–кореспондента ВУАН Якова Новицького, який народився в смт Аули на Катеринославщині (нинішня Дніпропетровська область). Навчався в Олександрівську (стара назва Запоріжжя), а потім тут же займався викладацькою діяльністю, збирав фольклор, проводив розкопки на Хортиці. 
Під час перейменування було багато збурень від містян, які мешкали на цій вулиці, але люди до теперішньої назви швидко звикли.

## Забудова
Вулиця забудована групою п'ятиповерхових будинків. Переважна більшість забудови відноситься до 1950—1970-тих років.

## Будівлі та об'єкти
- буд. 3 — Прокуратура м. Запоріжжя;
- буд. 4 — Відділення № 4 «Нова Пошта», магазин автозапчастин «Автостолиця»[12];
- буд. 5 — Магазин комп'ютерних товарів «ItPlanet»;
- буд. 6 — Дитячий виховний заклад «Капітошка»;
- буд. 8 — Салон Штор Текстильный Дизайн. Магазин засобів драпування;
- буд. 9 — Загально-освітня школа І-ІІІ ст. «Основа»[13][14].

### Спортивні заклади
Наприкінці вулиці розташовані:
- Футбольна школа «Динамо»;
- Футбольне поле школи «Динамо»;
- Майданчик для міні-футболу.

## Транспортне сполучення
Вулицею на ділянці від Соборного проспекту до вулиці Незалежної України курсують автобусний маршрут № 19 та тролейбусні маршрути № 11 та 17. Найближчі зупинки цих маршрутів: Торговельний центр «Україна» та Міське ДАІ.
На квартал нижче від Соборного проспекту знаходиться зупинка трамвайних маршрутів № 3, 14, 16 Вул. Якова Новицького.
Від вулиці Леоніда Жаботинського до вулиці Перемоги рух вулицею пішохідний. Найближча зупинка по вулиці Перемоги тролейбусного маршруту № 9 та автобусних маршрутів № 14, 40А, 54, 63, 67, 90, 92, 99 «Козак-Палац».